# Бобрек (Малопольське воєводство)
Бобрек (пол. Bobrek) — село в Польщі, у гміні Хелмек Освенцимського повіту Малопольського воєводства.
Населення — 2047 осіб (2011).

## Історія
У 1975-1998 роках село належало до Бельського воєводства, підпорядковувалося районній адміністрації в Освенцимі.

## Демографія
Демографічна структура станом на 31 березня 2011 року:
|          | Загалом | Допрацездатний вік | Працездатний вік | Постпрацездатний вік |
| -------- | ------- | ------------------ | ---------------- | -------------------- |
| Чоловіки | 1097    | 174                | 818              | 105                  |
| Жінки    | 950     | 178                | 563              | 209                  |
| Разом    | 2047    | 352                | 1381             | 314                  |